# Distrito de Ejutla
El distrito de Ejutla es uno de los 30 distritos que conforman al estado mexicano de Oaxaca y uno de los siete en que se divide la región valles centrales. Se conforma de 104 localidades repartidas entre 13 municipios.

## Municipios
| Código INEGI | Municipio                          | Cabecera                           |
| ------------ | ---------------------------------- | ---------------------------------- |
| 015          | Coatecas Altas                     | Coatecas Altas                     |
| 017          | La Compañía                        | La Compañía                        |
| 028          | Heroica Ciudad de Ejutla de Crespo | Heroica Ciudad de Ejutla de Crespo |
| 069          | La Pe                              | La Pe                              |
| 080          | San Agustín Amatengo               | San Agustín Amatengo               |
| 101          | San Andrés Zabache                 | San Andrés Zabache                 |
| 203          | San Juan Lachigalla                | San Juan Lachigalla                |
| 238          | San Martín de los Cansecos         | San Martín de los Cansecos         |
| 241          | San Martín Lachilá                 | San Martín Lachilá                 |
| 268          | San Miguel Ejutla                  | San Miguel Ejutla                  |
| 534          | San Vicente Coatlán                | San Vicente Coatlán                |
| 542          | Taniche                            | Taniche                            |
| 563          | Yogana                             | Yogana                             |

## Demografía
En el distrito habitan 44 296 personas, que representan el 1.17% de la población del estado. De ellos 6 654 dominan alguna lengua indígena.